# Aria edulis
Aria edulis (syn. Sorbus taurica) — вид квіткових рослин родини трояндових (Rosaceae).

## Біоморфологічна характеристика
Це мале дерево чи кущ 5–25 метрів. Листки з округлою основою, найбільш широкі нижче середини, округло-еліптичні, 5–12 см завдовжки, знизу густо біло-повстяні, як квітконіжки, і чашолистки. Плоди овальні, червоні чи оранжеві.

## Поширення
Зростає у пн.-зх. Африці (Алжир, Марокко, Туніс) та Європі (Албанія, Австрія, Балеарські острови, Бельгія, Болгарія, Корсика, Люксембург, Ліхтенштейн, Сан-Марино, Чехія, Словаччина, Данія, Франція, Німеччина, Велика Британія, Греція, Угорщина, Італія, Польща, Португалія, Румунія, Сардинія, Сицилія, Іспанія, Швейцарія, Боснія і Герцеговина, Хорватія, Словенія, Македонія).
Зазвичай росте в гірських і горбистих районах. Як вимогливий до світла вид, він зустрічається у відкритих лісах або чагарниках і на узліссях. Насіння розносять птахи.
В Україні росте у лісах — у Карпатах.

## Використання
Цей вид часто вирощують як декоративні та продають під кількома назвами сортів. Раніше деревину використовували для виготовлення предметів побуту та меблів. Листя та гілки горобини використовували як їжу для худоби, а фрукти перемелювали в борошно для додавання до звичайного хлібного борошна.